# Carl Friedrich Geiser

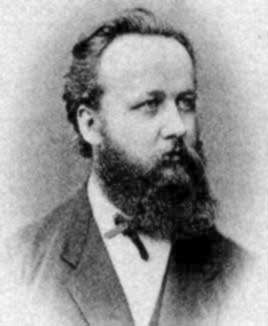
Carl Friedrich Geiser

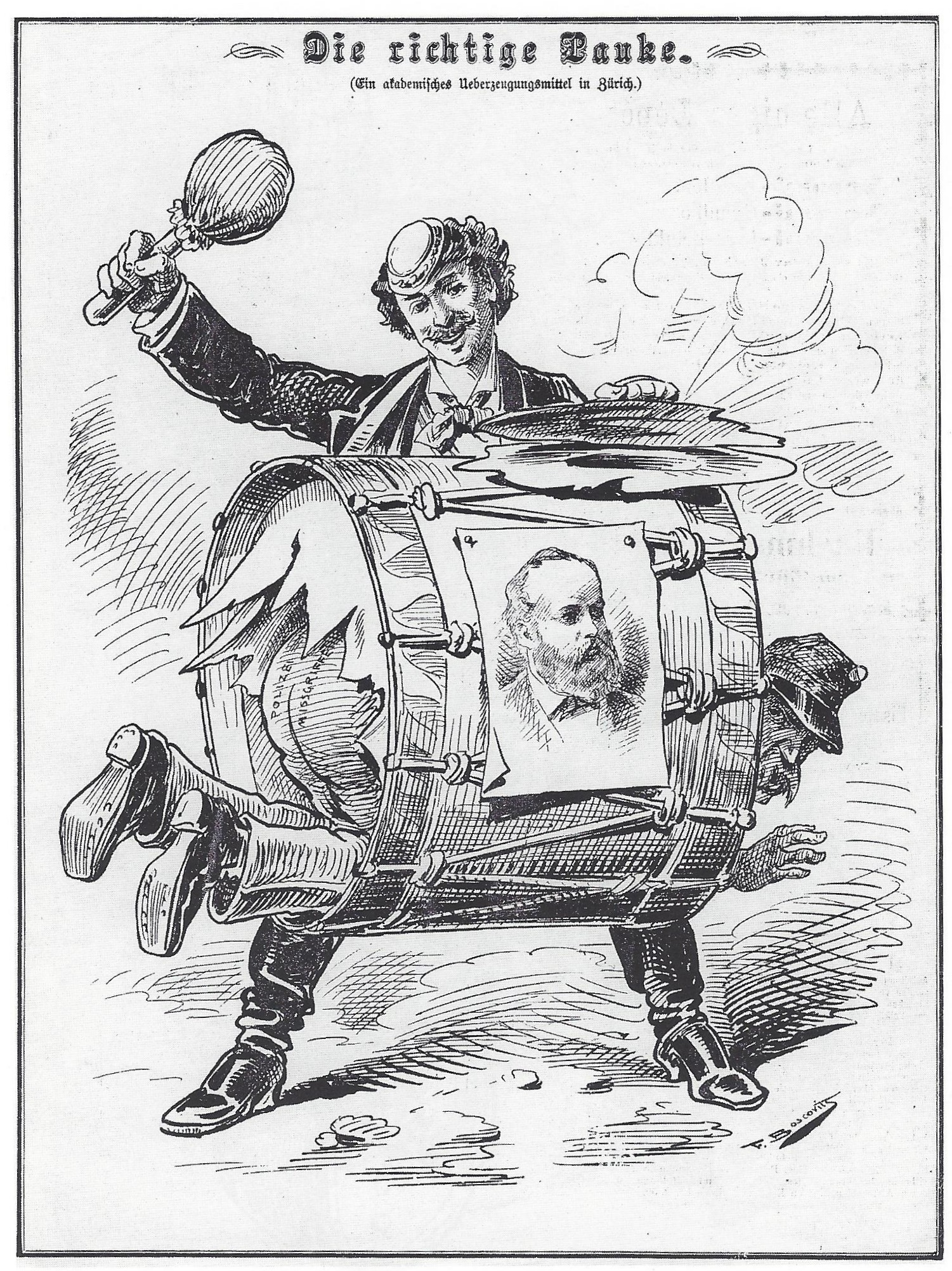
Geiser in der Pauke

Carl Friedrich Geiser (* 26. Februar 1843 in Langenthal; † 7. März 1934 in Küsnacht) war ein Schweizer Mathematiker, der an der Eidgenössischen Technischen Hochschule in Zürich wirkte. Er befasste sich vorwiegend mit algebraischer Geometrie, in welcher er unter anderem die Geiser-Involution fand. Bekannt ist auch seine Geisersche Minimalfläche aus den Untersuchungen über algebraische Minimalflächen.

## Leben
Geisers Vater war Metzger und Gastwirt. Jakob Steiner, Geisers Großonkel, brachte Geiser dazu, Mathematik zu studieren. Geiser studierte zunächst vier Semester von 1859 bis 1861 am Polytechnikum Zürich und ging danach für vier Semester nach Berlin zu Karl Weierstraß und Leopold Kronecker. Da die Unterstützung durch seine Eltern nicht ausreichte, gab er auf Vermittlung von Weierstraß und Kronecker Privatunterricht.
1863 kehrte er nach Zürich zurück, wo er und Theodor Reye nach dem Tod von Joseph Wolfgang von Deschwanden (1819–1866) dessen Lehrstuhl für darstellende Geometrie vertraten, bis dieser im Mai 1867 durch Wilhelm Fiedler wieder besetzt wurde. Am 28. Juli 1866 wurde Geiser bei Ludwig Schläfli in Bern als dessen erster Doktorand promoviert (Beiträge zur synthetischen Geometrie). Er hatte sich bereits 1863 habilitiert und war von 1863 bis 1873 Privatdozent für reine und angewandte Mathematik, ab 1869 Titularprofessor und schließlich von 1873 bis 1913 Ordinarius für höhere Mathematik und synthetische Geometrie. Er lehrte Algebraische Geometrie, Differentialgeometrie und Theorie der Invarianten und publizierte zu algebraischer Geometrie und Minimalflächen. Von 1881 bis 1887 und von 1891 bis 1895 war Geiser Direktor des Polytechnikums. Er war kein Freund der Waffenstudenten.
Neben seinen Forschungsresultaten ist auch Geisers Beteiligung an der Entwicklung des Bildungssystems der Schweiz bemerkenswert. Dabei halfen ihm seine Beziehungen zu bedeutenden Politikern und Mathematikern, die er auch Steiner zu verdanken hatte. Er veröffentlichte von Steiner hinterlassene Vorlesungsskripte und Abhandlungen. Unter Geiser fand 1897 der erste Internationale Mathematikerkongress am Polytechnikum statt.
Im Jahr 1888 wurde er zum Mitglied der Deutschen Akademie der Naturforscher Leopoldina gewählt. 1932 wurde er Ehrenmitglied der Leopoldina.

## Werk
Geiser befasste sich vorwiegend mit algebraischer Geometrie, in der er unter anderem die heute nach ihm benannte Geiser-Involution fand. Außerdem publizierte er auf dem Gebiet der Minimalflächen.

## Schriften

### Monographien
- als Herausgeber: Die Theorie der Kegelschnitte in elementarer Darstellung. Auf Grund von Universitätsvorträgen und mit Benutzung hinterlassener Manuscripte Jacob Steiner’s, B. G. Teubner, Leipzig 1867 (erster Teil von Jacob Steiner’s Vorlesungen über synthetische Geometrie; Google Books, dito, dito)
- Einleitung in die synthetische Geometrie. Ein Leitfaden beim Unterrichte an höheren Realschulen und Gymnasien, B. G. Teubner, Leipzig 1869 (Internet-Archiv; Jahrbuch-Bericht)

### Artikel
- Ueber eine geometrische Verwandtschaft des zweiten Grades, Mittheilungen der naturforschenden Gesellschaft in Bern 580–602, 1865, S. 97–107
- Ueber die Normalen der Kegelschnitte, Journal für die reine und angewandte Mathematik 65, 1866, S. 381–383 (Google Books, dito)
- Ueber zwei geometrische Probleme, Journal für die reine und angewandte Mathematik 67, 1867, S. 78–89 (Google Books)
- als Herausgeber: Construction der Fläche zweiten Grades durch neun Punkte. (Nach den hinterlassenen Manuscripten Jacob Steiners dargestellt von Herrn C. F. Geiser in Zürich.) Journal für die reine und angewandte Mathematik 68, 1868, S. 191–192 (Google Books, dito)
- Zur Theorie der Flächen zweiten und dritten Grades, Journal für die reine und angewandte Mathematik 69, 1868, S. 197–221 (Google Books)
- Ueber die Doppeltangenten einer ebenen Curve vierten Grades, Mathematische Annalen 1, 1869, S. 129–138 (Jahrbuch-Bericht)
- Ueber die Flächen vierten Grades, welche eine Doppelcurve zweiten Grades haben, Journal für die reine und angewandte Mathematik 70, 1869, S. 249–257 (Jahrbuch-Bericht)
- Ueber die Steinerschen Sätze von den Doppeltangenten der Curven vierten Grades, Journal für die reine und angewandte Mathematik 72, 1870, S. 370–378 (Jahrbuch-Bericht)
- Notiz über die algebraischen Minimumsflächen, Mathematische Annalen 3, 1871, S. 530–534 (Jahrbuch-Bericht)
- Zum Hauptaxenproblem der Flächen zweiten Grades, Journal für die reine und angewandte Mathematik 82, 1877, S. 47–53
- Ueber einen fundamentalen Satz aus der kinematischen Geometrie des Raumes, Journal für die reine und angewandte Mathematik 90, 1881, S. 39–43 (Jahrbuch-Bericht)